# (7839) 1994 ND
(7839) 1994 ND est un astéroïde Amor de 0,784 km de diamètre découvert en 1994.

## Description
(7839) 1994 ND a été découvert le 3 juillet 1994 à l'observatoire de Siding Spring, situé près de Coonabarabran, en Nouvelle-Galles du Sud, en Australie, par Robert H. McNaught.

### Caractéristiques orbitales
L'orbite de cet astéroïde est caractérisée par un demi-grand axe de 2,17 UA, un périhélie de 1,04 UA, une excentricité de 0,52 et une inclinaison de 27,12° par rapport à l'écliptique. Du fait de ces caractéristiques, à savoir un périhélie compris entre 1,017 et 1,3 UA, il est classé comme astéroïde Amor, une famille d'astéroïdes géocroiseurs, croisant l'orbite de la Terre.

### Caractéristiques physiques
(7839) 1994 ND a une magnitude absolue (H) de 17,8 et un albédo estimé à 0,181, ce qui permet de calculer un diamètre de 0,784 km.Ces résultats ont été obtenus grâce aux observations du Wide-field Infrared Survey Explorer (WISE), un télescope spatial américain mis en orbite en 2009 et observant l'ensemble du ciel dans l'infrarouge, et publiés en 2015 dans un article présentant les résultats concernant 7 956 astéroïdes.